# Serrat de Puignou
La Serrat de Puignou és una serra situada al municipi de Montmajor a la comarca del Berguedà, amb una elevació màxima de 692 metres.